# هیدروژن دوترید
هیدروژن دوترید (به انگلیسی: Hydrogen deuteride) با فرمول شیمیایی H[۲H] یک ترکیب شیمیایی با شناسه پاب‌کم ۱۶۷۵۸۳ است. که جرم مولی آن 3.02204 g mol-۱ می‌باشد.